# 思い出より遠く
「思い出より遠く」は、高橋洋子の7枚目のシングル。1994年4月25日にキティレコードから発売された。

## 概要
- キティレコードから発売の6枚目のシングル。
- テレビ朝日系『オ・ト・ナにして』のエンディングテーマ[1]。
- 表題曲もカップリング曲も、オリジナルアルバムには収録されておらず、2曲ともベストアルバムにのみ収録されている。「思い出より遠く」は、キティ発売のシングル曲の中で唯一オリジナルアルバムに収録されていない。
- カップリングの「絵ハガキ」は、5年後に発売されたベストアルバム『BEST PIECES II』にアルバム初収録された。
- 「思い出より遠く」は長らくアルバムに収録されておらず、シングルでしか聴けない状態が続いていたが、シングル発売から13年後に発売されたベストアルバム『エッセンシャル・ベスト 高橋洋子』にてアルバムに初めて収録された。

## 収録曲
1. 思い出より遠く [4:48]
作詞：田口俊、作曲：上田知華、編曲：星勝
  - テレビ朝日系『オ・ト・ナにして』エンディングテーマ
2. 絵ハガキ [3:36]
作詞・作曲：高橋洋子、編曲：嘉多山信
3. 思い出より遠く (オリジナル・カラオケ) [4:45]

## 収録アルバム
| 曲名           | 収録アルバム                        | 発売日         | 規格品番  | トラック番号 |
| -------------- | ----------------------------------- | -------------- | --------- | ------------ |
| 思い出より遠く | 『エッセンシャル・ベスト 高橋洋子』 | 2007年12月19日 | UPCY-9143 | #7           |
| 絵ハガキ       | 『BEST PIECES II』                  | 1999年2月24日  | KTCR-1626 | #5           |
| 絵ハガキ       | 『エッセンシャル・ベスト 高橋洋子』 | 2007年12月19日 | UPCY-9143 | #8           |